# Rea Rocks
Die Rea Rocks sind eine Gruppe von bis zu 380 m hohen Felsvorsprüngen an der Saunders-Küste des westantarktischen Marie-Byrd-Lands. In den Ford Ranges ragen sie 10 km östlich des Mount Rea im unteren Abschnitt des Arthur-Gletschers auf.
Der United States Geological Survey kartierte sie anhand eigener Vermessungen und Luftaufnahmen der United States Navy aus den Jahren von 1959 bis 1965. Das Advisory Committee on Antarctic Names benannte diese Formation 1970 nach Peter C. Rea, Bauelektriker auf der Byrd-Station im Jahr 1967.